# Stella di ferro

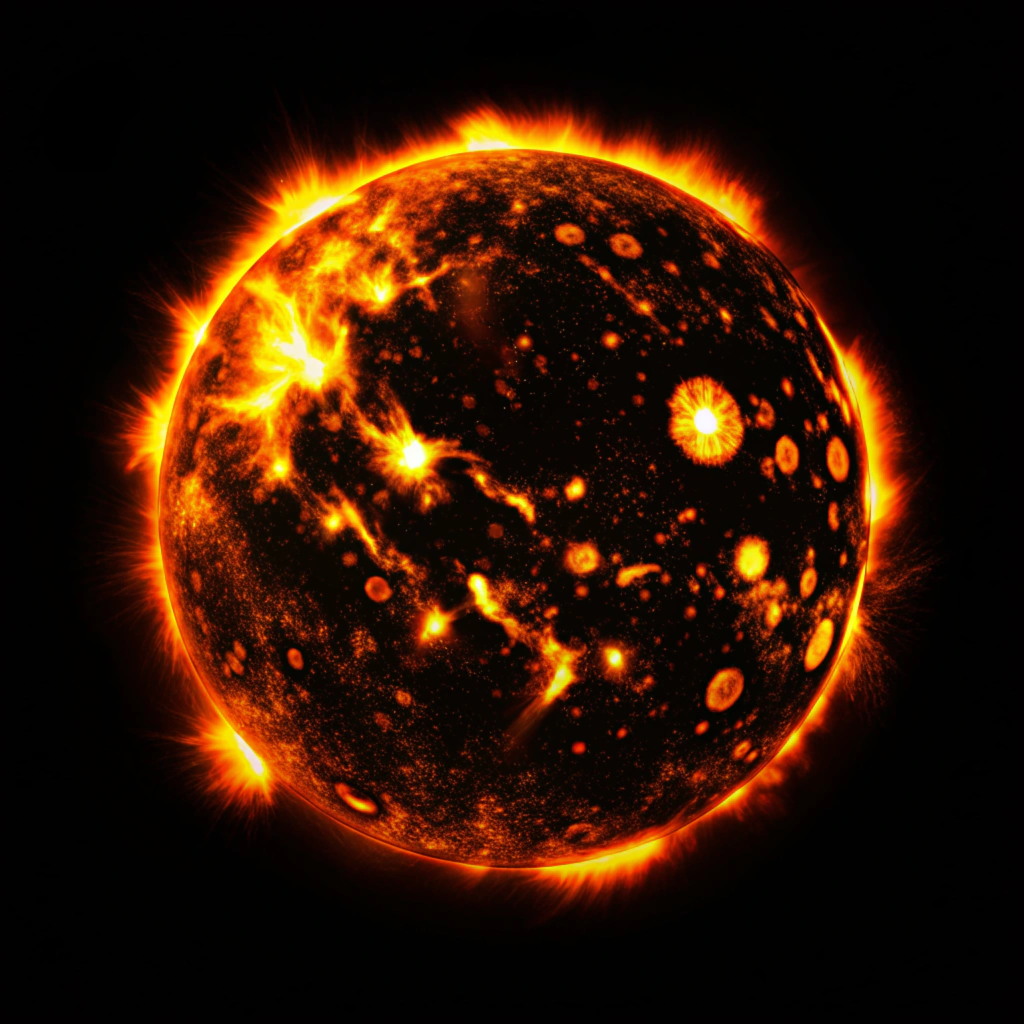
Rappresentazione artistica dell'Iron Star

In astronomia, un termine stella di ferro si riferisce ad un ipotetico tipo di stelle che possa formarsi nell'universo tra 101500 anni. Si suppone che la fusione a freddo a causa dell'effetto tunnel porrà i nuclei leggeri a trasformarsi in nuclei del ferro-56. La fissione e il decadimento alfa porrà quindi i nuclei pesanti a decadere nel ferro, trasformando gli oggetti di massa stellare in sfere fredde di ferro. La formazione di stelle di questo tipo è possibile solo se il protone non decade o il suo tempo di dimezzamento è più lungo del tempo necessario per la formazione di una stella di questo tipo.